# Championnats d'Afrique de gymnastique artistique 2010
Navigation
Édition précédente Édition suivante

Les championnats d'Afrique de gymnastique artistique  2010 sont des championnats de gymnastique artistique  qui se sont tenus en 2010 et qui ont opposé des pays d'Afrique.Elles ont concerné les catégories seniors et juniors hommes et dames.
La compétition se déroule conjointement avec les Championnats d'Afrique de gymnastique rythmique 2010, les Championnats d'Afrique de trampoline 2010 et les Championnats d'Afrique de gymnastique aérobic 2010.

## Podiums

### Seniors hommes
| Épreuves                     | Or                        | Argent                    | Bronze               |
| ---------------------------- | ------------------------- | ------------------------- | -------------------- |
| Concours général par équipes | Égypte                    | Afrique du Sud            | Algérie              |
| Concours général individuel  | Mohamed Sherif El Saharty | Saber Arfaoui             | Tyrone Morris        |
| Sol                          | Wajdi Bouallègue          | Mustapha Khaled           | Mohamed Sayed Serour |
| Cheval d'arçons              | Mohamed Sherif El Saharty | Oualid Hacib              | Karim Guezgouz       |
| Anneaux                      | Robert Honiball           | Mohamed Sayed Serour      | Wajdi Bouallègue     |
| Saut de cheval               | Ngcongo Lindokuhle        | Mohamed Sayed Serour      | Tyrone Morris        |
| Barres parallèles            | Saber Arfaoui             | Mohamed Sherif El Saharty | Tyrone Morris        |
| Barre fixe                   | Mohamed Sherif El Saharty | Mohamed Hany El Gamal     | Tyrone Morris        |

### Juniors hommes
| Épreuves                     | Or                      | Argent                  | Bronze                  |
| ---------------------------- | ----------------------- | ----------------------- | ----------------------- |
| Concours général par équipes | Égypte                  | Algérie                 | Afrique du Sud          |
| Concours général individuel  | Amr Essam Mohamed Ahmed | Tarek Hamdi Shalaby     | Karim Aymen Abdelfattah |
| Sol                          | Amr Essam Mohamed Ahmed | Mohamed Aziz Trabelsi   | Ryan Patterson          |
| Cheval d'arçons              | Amr Essam Mohamed Ahmed | Omar Ahmed Arida        | Mohamed Aouicha         |
| Anneaux                      | Tarek Hamdi Shalaby     | Tiaan Grobler           | Morihei Anderson        |
| Saut de cheval               | Tarek Hamdi Shalaby     | Ryan Patterson          | Machkour Naimi          |
| Barres parallèles            | Tarek Hamdi Shalaby     | Amr Essam Mohamed Ahmed | Mohamed Aziz Trabelsi   |
| Barre fixe                   | Amr Essam Mohamed Ahmed | Mohamed Reghib          | Mohamed Bourguieb       |

### Seniors dames
| Épreuves                     | Or                     | Argent                 | Bronze                 |
| ---------------------------- | ---------------------- | ---------------------- | ---------------------- |
| Concours général par équipes | Afrique du Sud         | Égypte                 | Namibie                |
| Concours général individuel  | Salma Mahmoud El Saied | Farida Ahmed Shokry    | Jennifer Khwela        |
| Sol                          | Jennifer Khwela        | Miriam El Hajj         | Salma Mahmoud El Saied |
| Poutre                       | Farida Ahmed Shokry    | Nicole Szabo           | Salma Mahmoud El Saied |
| Saut de cheval               | Chantal Swan           | Nancy Mohamed Taman    | Khadidja Salmi         |
| Barres asymétriques          | Chanel Parsons         | Salma Mahmoud El Saied | Ashleigh Heldsinger    |

### Juniors dames
| Épreuves                     | Or              | Argent          | Bronze          |
| ---------------------------- | --------------- | --------------- | --------------- |
| Concours général par équipes | Afrique du Sud  | Égypte          | Namibie         |
| Concours général individuel  | Claudia Cummins | Kirsten Beckett | May Saâd        |
| Sol                          | Kirsten Beckett | Claudia Cummins | Esrae Aoushan   |
| Poutre                       | Kirsten Beckett | Esrae Aoushan   | Makeeda Phekani |
| Saut de cheval               | May Saâd        | Kirsten Beckett | Bianca Mann     |
| Barres asymétriques          | Claudia Cummins | Suheila Sobhy   | May Saâd        |

## Tableau des médailles
| Rang  | Nation         | Or | Argent | Bronze | Total |
| ----- | -------------- | -- | ------ | ------ | ----- |
| 1     | Égypte         | 14 | 15     | 7      | 36    |
| 2     | Afrique du Sud | 10 | 8      | 10     | 29    |
| 3     | Tunisie        | 2  | 2      | 2      | 6     |
| 3     | Namibie        | 2  | 0      | 3      | 4     |
| 3     | Algérie        | 0  | 3      | 6      | 9     |
| TOTAL | TOTAL          | 28 | 28     | 28     | 84    |